# Ulrich Schröder (Grafiker)

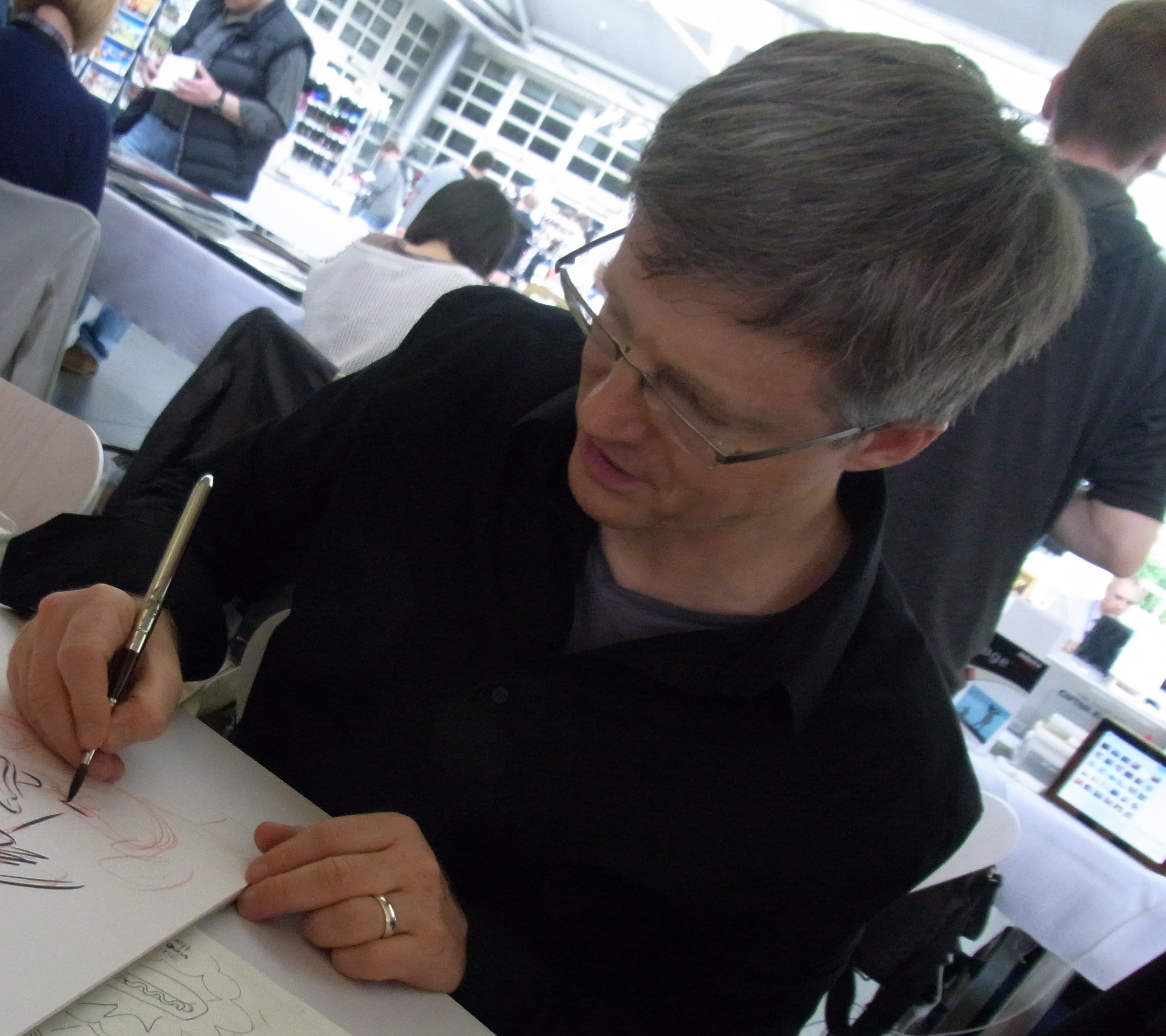
Ulrich Schröder auf der Comiciade 2014 in Aachen

Ulrich Schröder (* 4. April 1964 in Aachen) ist ein deutscher Grafiker und Comiczeichner. Er arbeitete unter anderem als Artdirector für Disney und wurde bekannt als Illustrator von Disney-Comics und Kinderbüchern.

## Leben
Nach dem Abitur an der Viktoriaschule in Aachen begann Ulrich Schröder 1983 seine Karriere als Grafiker. In Frankfurt war er von 1984 bis 1987 für die deutsche Zentrale der Walt Disney Company als Comic-Zeichner tätig. Anschließend arbeitete er als selbständiger Werbegrafiker unter anderem für Opel, Nesquik und gestaltete das Werbe-Comic Quicky und seine Freunde.
Im Jahr 1989 ging er als Artdirector von Disney Publishing Worldwide nach Paris. Hier arbeitete er 17 Jahre lang als Grafiker und gestaltete das Artwork für das Merchandising und die Werbematerialien der Marke Disney. Neben Illustrationen für die Disney Comic-Bücher in verschiedenen Ländern, zeichnete er auch für das französische Le Journal de Mickey. Gemeinsam mit Daan Jippes gestaltete er Donald-Duck-Kurzcomics für Zeitungen und Goofy-Geschichten für den dänischen Egmont-Verlag.
Im November 2006 verließ Ulrich Schröder Disney Europe und gründete das Studio Duckworks, in dem er mit zahlreichen Künstlern, Designern und Textern der europäischen Disneyzentrale zusammenarbeitet und als Artdirector auch Disney-Zeichner aus- und weiterbildet. Die Künstlerkollektiv betreut weiter auf freiberuflicher Basis zahlreiche Disney-Produktionen.
Ulrich Schröder gestaltete zahlreiche Cover für Disney-Comichefte, schuf Vorlagen für Disney-Figuren und illustrierte einige Disney-Kinderbücher, unter anderem Pedro das kleine Flugzeug und Goliath in den Anden.
Darüber hinaus gestaltete er 2010 unter anderem auch eine Comic-Mode-Story für die französische Elle und karikierte zahlreiche Modedesigner, wie Karl Lagerfeld (als böser Wolf), Donatella Versace (als Daisy Duck), Marc Jacobs (als Gustav Gans) und Jean Paul Gaultier (als Donald Duck), John Galliano (als Captain Hook), Sonia Rykiel (als Gundel Gaukeley), Dolce & Gabbana (als Micky und Goofy) und Alber Elbaz (als Franz Gans). Im Jahr 2011 entwarf er eine Disney-T-Shirtkollektion für das Textilunternehmen C&A.
Er betreute im Auftrag des Verlags Glénat die französische Barks Library. Ulrich Schröder zeichnet die Disney-Figuren auch heute nicht digital, sondern mit alten Federn auf antiquarischem Papier.
Ulrich Schröder ist gefragter Gast auf Kunst- und Comicmessen, wie der Comiciade in Aachen oder dem Comicfestival München, auf denen er gelegentlich mit eigenen Ausstellungen vertreten ist. Im Rahmen von Promotionaktionen von Unternehmen, wie dem Wiener Kaufhaus Steffl, C&A, Butlers oder dem Seidentuchhersteller Codello zeichnet er regelmäßig öffentlich Disney-Charaktere; in Fernsehsendungen, wie bei Ducks & Friends (Disney Chanel) gab er Prominenten Zeichenkurse.
Für das Jubiläumsheft 18/2021 vom Micky Maus-Magazin zum 70. Jahrestag, in dem Donald Duck Erika Fuchs trifft, zeichnete Ulrich Schröder die Geschichte; Autor ist Daan Jippes.
Ulrich Schröder hat zwei Brüder, einer davon ist Harald Schröder.

## Ausstellungen (Auswahl)
- 2009 The World of Disney, Sofia
- 2013 Duckworks mit Daan Jippes, Mohr-Villa, München[25]
- 2014 Duckworks auf der Comiciade mit Daan Jippes, Aachen[26]
- 2023 Duckworks – Ulrich Schröder in der Galerie Am Elisengarten, Aachen[27]

## Werke (Auswahl)
- Goliath in den Anden, Kinderbuch, Illustration mit Ivan Boix (Farbgestaltung)
- Pedro das kleine Flugzeug, Kinderbuch, Illustration
- Planes, Kinderbuch, Illustration
- Who is who in Entenhausen, Cover
- Detektei Maus, Illustration
- La Mode Cartoon! Illustration für die Zeitschrift Elle
- Christmas and a Happy New Year, Kaufhaus Steffl, Wien, Kärntner Straße (Weihnachtsdekoration gemeinsam mit Daan Jippes (Pinselarbeiten), Ivan Boix (Farbgestaltung))